# Белинский, Дмитрий Григорьевич
Дмитрий Григорьевич Белинский (15 сентября 1874, с. Колындяны, в настоящее время Чортковского района Тернопольской области — 28 октября 1941) — украинский и советский народный мастер-резчик по дереву, скульптор.

## Биография
Родился в селе Колындяны Тернопольской области 15 сентября 1874 года. По словам односельчан, Белинский был искренним и спокойным человеком. Двери в его доме всегда были открыты для гостей, которые приходили за советом или просто поговорить о жизни. Дмитрий Белинский был достаточно верующим человеком. Организовывал постановки сельского театра. Был участником Колындянской «Просвиты».
Талант создавать скульптуры проснулся у Дмитрия Белинского, как утверждают научные исследователи, уже на склоне лет. Сначала он мастерил надгробные памятники и кресты-статуи из бетона. А впоследствии увлёкся резьбой по дереву.
Также вырезал отдельные фигуры и фигурные композиции небольших размеров. Создал композиции и фигурки (высотой до 30 сантиметров) «Т. Шевченко», « Автопортрет», «За книгой», «Колядовщики», на библейские сюжеты и др.
Произведения экспонировались в Кракове (1948 год) и Париже (1949 год).
В настоящее время работы Дмитрия Григорьевича Белинского находятся в Томском областном краеведческом музее, Николаевском морском лицее имени профессора Александрова, МЕХП НАН Украины, музеях Польши (Краков и Бытом), частных коллекциях. В Львовском музее украинского искусства хранится одна из его самых первых работ — бюст Тараса Шевченко.
Скончался Белинский 28 октября 1941 года. Место смерти до сих пор не установлено.